# تمير الزيتون
تمير الزيتون (الاسم العلمي: Cyanomitra olivacea) هو طائر ينتمي إلى تمير (فصيلة: التمير) توطن في الكاميرون و شرق آسيا و يوجد هذا الطائر أيضا في الساحل الغربي لافريقيا وتوجد في وسط غرب افريقيا.